# John Thurston
Pour les articles homonymes, voir Thurston.
Sir John Bates Thurston, né à Londres le 31 janvier 1836 et mort en mer près de la côte orientale de l'Australie le 7 février 1897,,,, est un administrateur colonial britannique, gouverneur des Fidji de 1888 jusqu'à sa mort. Ministre des Affaires étrangères dans le bref gouvernement indépendant fidjien au début des années 1870, il joue un rôle de premier plan dans l'annexion consensuelle des Fidji à l'empire colonial britannique.

## Biographie

### Jeunesse et arrivée aux Fidji
Il grandit entre Londres et Jersey et en 1849, après la mort de son père, il devient apprenti d'une compagnie de commerce maritime à Liverpool. Il intègre en 1850 la marine marchande, à l'âge de 14 ans, visitant l'Inde et l'Australie. Atteint du choléra en 1855, il s'établit en Nouvelle-Galles du Sud pour sa convalescence, et y devient fermier ovin le long de la rivière Namoi. Au début des années 1860 il est employé par la branche de Sydney de la Société linnéenne, société savante de biologistes. Dans ce cadre, il part en expédition de collecte de spécimens végétaux dans les îles du Pacifique. Le navire à bord duquel il se trouve fait naufrage sur l'île de Rotuma. De là, il est secouru par des missionnaires et amené à l'île de Viti Levu, aux Fidji. En 1866, il y trouve un emploi au consulat britannique, et en 1869 il exerce quelques mois la fonction de consul par intérim,,,. 

### Ministre du roi fidjien
Le grand chef autochtone Ratu Seru Cakobau a unifié la majeure partie des îles Fidji sous son autorité et s'est déclaré roi. En 1871, confronté à la présence de colons européens, il instaure un régime constitutionnel et parlementaire incluant à la fois des chefs autochtones et des colons. John Thurston le soutient publiquement, écrivant que « les Fidjiens ont toujours été une nation » et qu'ils méritent d'être reconnus comme un État souverain. En mai 1872, John Thurston est nommé secrétaire-en-chef du roi Cakobau, et ministre des Affaires étrangères dans le gouvernement du Premier ministre George Austin Woods. Face aux colons qui récusent l'autorité d'un roi noir et souhaitent instaurer une république blanche, John Thurston exprime fermement la légitimité de la société fidjienne autochtone et s'oppose aux préjugés racistes. Estimant toutefois bientôt que les pressions sur le gouvernement fidjien de la part de colons rapaces et ne se souciant que de leurs propres intérêts ne pourront être bridées que par l'annexion des Fidji à l'Empire britannique, qui protégerait les intérêts de la population autochtone, John Thurston persuade le roi Cakobau de demander l'intégration de son pays à l'empire colonial. Cette demande est toutefois refusée par le gouvernement de William Gladstone à Londres,,,,.

### Administrateur colonial
Début mars 1874, George Woods démissionne, étant en désaccord avec le souhait du roi de demander une seconde fois l'annexion du pays à l'Empire britannique. Sur la recommandation de George Woods, Cakobau confie à John Thurston la tâche de mener un gouvernement par intérim. Il dirige un gouvernement resserré, un conseil exécutif composé de seulement quatre membres : lui-même, Rupert Ryder comme ministre des Finances et du Commerce chargé de redresser les finances du royaume, et deux chefs autochtones, Ratu Epeli Nailatikau (en) (le fils aîné du roi) et Ratu Savenaca Naulivou (demi-frère du roi), tous deux ministres sans portefeuille. La proposition de cession de l'archipel, négociée par John Thurston pour les Fidjiens, est acceptée par le gouvernement britannique de Benjamin Disraeli. L'annexion des Fidji est rendue effective le 10 octobre avec la signature d'un Acte de Cession par Cakobau et plusieurs autres grands chefs de l'archipel. John Thurston est nommé contrôleur des comptes publics dans l'administration coloniale du gouverneur Hercules Robinson. À partir de 1877 il est également secrétaire colonial,,,.

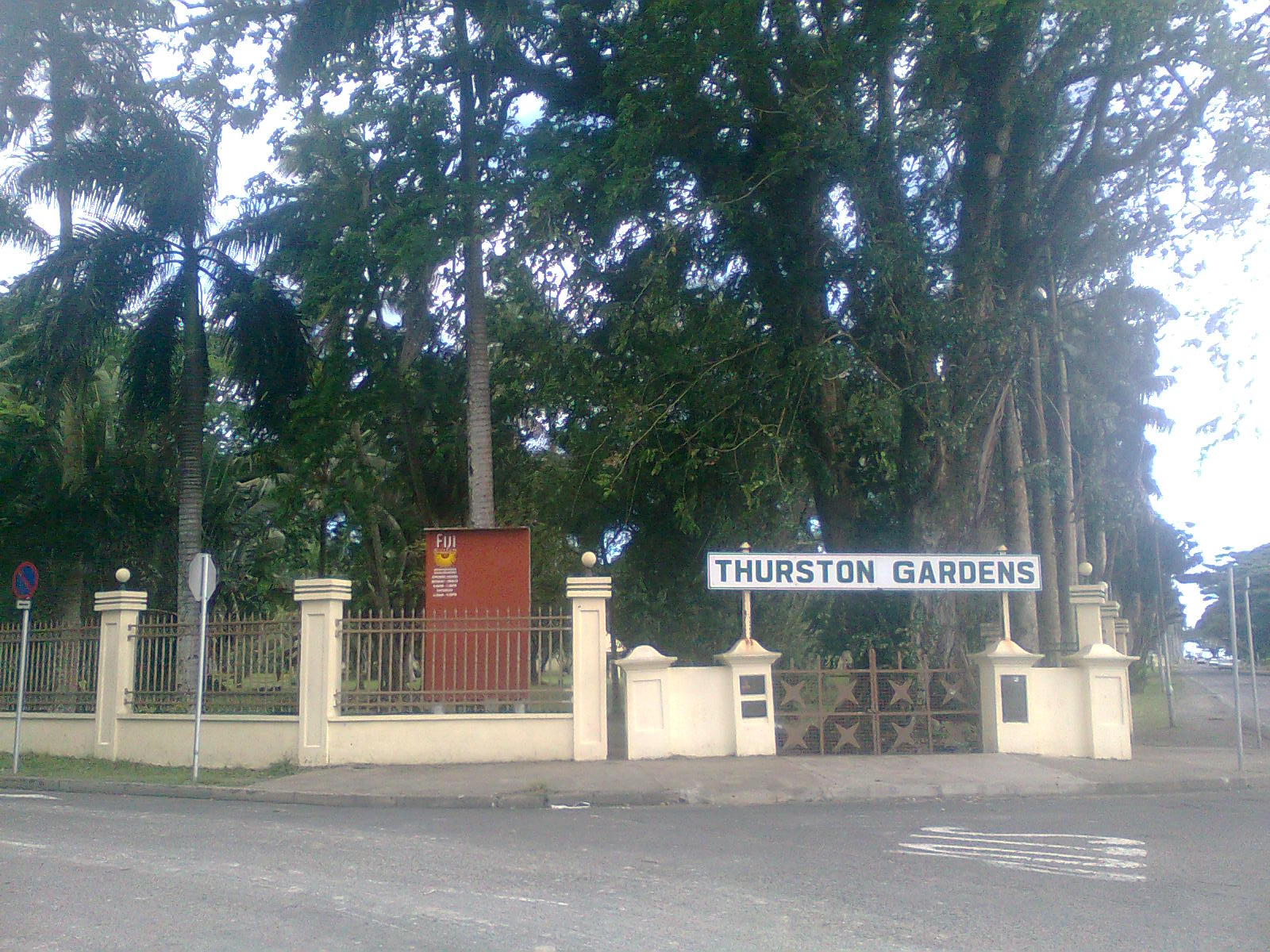
L'entrée des Jardins Thurston à Suva.

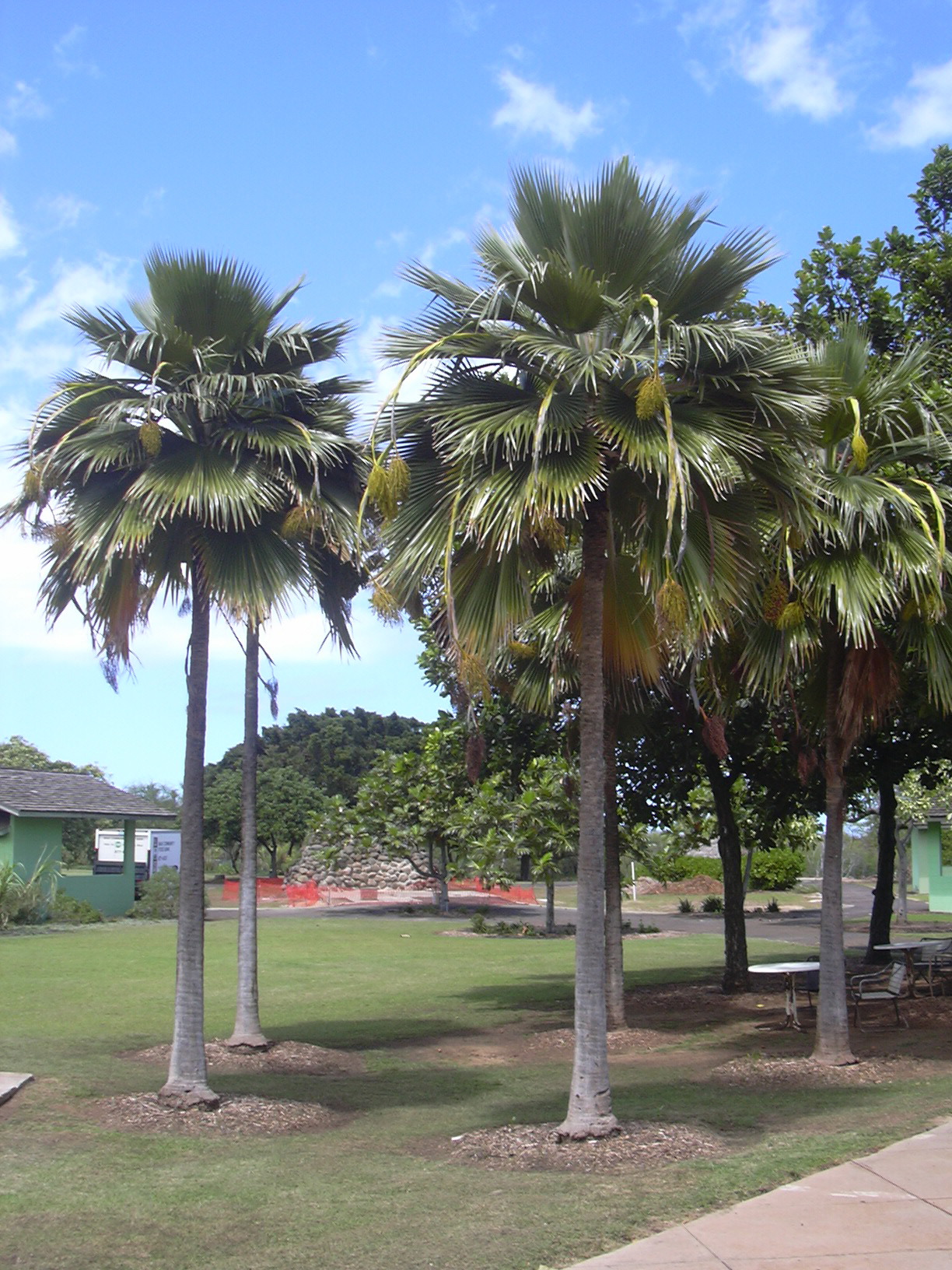
Palmiers de Thurston, Pritchardia thurstonii.

En 1879 il est nommé secrétaire colonial à l'administration des Territoires britanniques du Pacifique occidental, tout en conservant ses fonctions existantes aux Fidji. Il dirige le gouvernement fidjien à deux reprises en l'absence du gouverneur, en novembre et décembre 1880 puis de novembre 1883 à juillet 1884. En 1880 il est fait compagnon de l'ordre de Saint-Michel et Saint-Georges. En 1881 il crée un jardin botanique à Suva ; déplacé en 1913, le site sera renommé Jardins Thurston (en) en son honneur en 1976. L'espèce d'arbre Pritchardia thurstonii, ou palmier de Thurston, endémique aux îles Fidji, est également nommée à sa mémoire. En 1885 il est le représentant du Royaume-Uni aux négociations germano-britanniques en vue de clarifier les territoires des deux puissances dans le Pacifique Sud. Après le départ du gouverneur fidjien William Des Vœux, John Thurston est le gouverneur par intérim de janvier 1885 à décembre 1886,,,,.
En 1887 il est décoré chevalier commandeur de l'ordre de Saint-Michel et Saint-Georges. Le 27 février 1888 il devient gouverneur des Fidji et haut-commissaire britannique au Pacifique occidental, c'est-à-dire responsable exécutif pour les colonies britanniques de la région. Ayant acquis une très bonne connaissance de la société fidjienne autochtone, il est considéré comme un gouverneur « compétent, ferme, juste et impartial ». S'il est apprécié par les chefs fidjiens, il n'a pas toujours la faveur des colons, mais leur nombre diminue de moitié en raison de la baisse des profits de l'exportation du cotton fidjien. En juillet 1890, il se rend aux Tonga à bord d'un navire de guerre et obtient du roi tongien George Tupou Ier le limogeage et la déportation de son Premier ministre Shirley Baker, accusé d'atteinte « à la paix et au bon ordre » de la région pour l'hostilité qu'il suscite à la fois parmi les autochtones tongiens et parmi les missionnaires australiens dans l'archipel. En 1894, John Thurston mène l'action armée qui mate une rébellion autochtone sur l'île de Vanua Levu, aux Fidji,,.
Il tombe malade cette même année, souffrant d'une affection à la moelle épinière qui progressivement atrophie ses muscles et entrave sa capacité à parler. Il retourne en Angleterre en 1895 pour y être soigné, sans succès, avant de reprendre ses fonctions aux Fidji. En décembre 1896, sur l'avis de son médecin, il quitte l'atmosphère chaude et humide des Fidji et part pour Melbourne. Après une escale à Sydney, il meurt à bord du navire qui l'emmène à Melbourne. Il est inhumé dans cette ville,.